# 旅人 (五木ひろしの曲)
「旅人」（たびびと）は、1976年7月5日に発売された五木ひろしのシングル。

## 解説
五木が1976年夏の「味の素」バラエティギフトのCMに出演した際、CMソングとして発売されたものであり、ヒットさせることを目指した作品ではないため、テレビ歌謡番組等では滅多に歌唱されなかった。

## 収録曲
- 両楽曲共に、作詞：山口洋子／作曲：猪俣公章

1. 旅人
編曲：服部克久
2. 風渡る
編曲：竜崎孝路